# Basilica di Santa Maria delle Grazie (Pescina)
La basilica di Santa Maria delle Grazie è una basilica di Pescina (AQ), in Abruzzo.

## Storia
Di una cattedrale a Pescina si inizia a parlare solo agli inizi del XVI secolo quando la sede dell'antica diocesi di Marsi è trasferita dalla chiesa di Santa Sabina a Pescina. Sede provvisoria della cattedra diventa la chiesa di Santa Maria del Popolo, già ricordata in una bolla di papa Lucio III nel 1181. Si deve al vescovo Matteo Colli l'edificazione tra il 1579 ed il 1596 della nuova cattedrale dedicata alla Madonna delle Grazie. Essa fu consacrata il 6 agosto 1606 e nel 1613 ricevette ufficialmente da papa Paolo V il titolo di cattedrale. La chiesa subì diversi interventi di ingrandimento e di abbellimento nei secoli successivi, fino all'ultimo intervento con la costruzione della cupola tra il 1863 ed il 1865. Questa costruzione fu gravemente danneggiata dal terremoto della Marsica del 1915. Ricostruita nel 1930, fu nuovamente danneggiata dai bombardamenti della seconda guerra mondiale. Nel frattempo la sede della diocesi era stata trasferita ad Avezzano (1924), per cui la chiesa si è fregiata del titolo di concattedrale. L'edificio, riconsacrato dopo i restauri del 30 aprile 1961, è stato elevato a basilica della diocesi di Avezzano nell'anno 2016.

## Descrizione

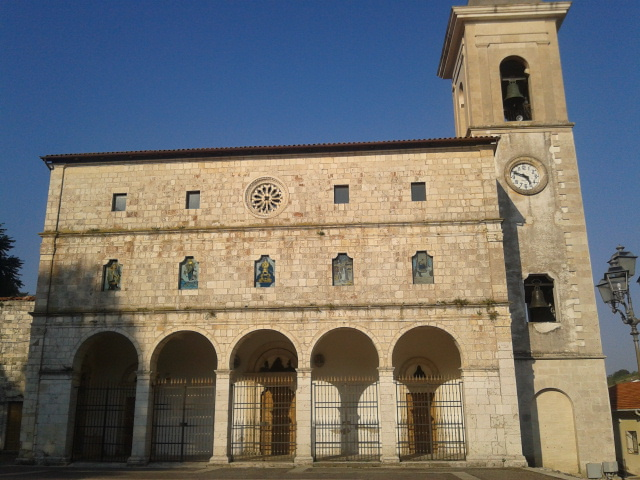
La facciata

La facciata è divisa in due da una cornice in pietra. La parte inferiore consta di un atrio scandito da cinque archi su cui si aprono i tre portali d'ingresso, di epoca rinascimentale. Nella parte superiore vi è un doppio ordine di finestre ed un piccolo rosone tardo gotico. Sul lato destro si erge il campanile.
L'interno della chiesa è a tre navate divise da pilastri. Ogni navata termina con un altare; l'altare maggiore è sormontato da un ciborio e coronato da un'abside semicircolare. In questa è collocata una statua lignea del XIV secolo raffigurante Santa Maria del Popolo.
Tre ambienti si affacciano all'interno della cattedrale: la sacrestia, la cappella del Santissimo Sacramento e la cappella di San Berardo, patrono della città. In quest'ultima, oltre alle reliquie del santo traslate il 23 maggio 1361, si trovano le tombe di diversi vescovi marsicani: una lapide ricorda i nomi dei vescovi con la frase Hic quiescunt Marsorum pastores.

## Reliquie di San Berardo dei Marsi
Berardo vescovo dei Marsi morì il 3 novembre 1130. Venne sepolto nella cattedrale di Santa Sabina di Marsia (l'odierna San Benedetto dei Marsi). Nel 1361, prima del trasferimento della sede della diocesi dei Marsi a Pescina, le sue reliquie vennero traslate presso la chiesa di Santa Maria del Popolo, ribattezzata da questo momento chiesa di San Berardo. Nella concattedrale di Santa Maria delle Grazie la traslazione definitiva delle reliquie avvenne nel 1631.